# Toni Hämmerle
Toni Hämmerle (né le 11 décembre 1914 à Mayence, mort le 8 décembre 1968 à Giessen) est un compositeur allemand.

## Biographie
Hämmerle étudie au conservatoire Peter Cornelius à Mayence puis devient professeur de musique en 1933. Haemmerle, qui a toujours souffert d'une faible vue, perd complètement la vue lorsqu'il est enterré dans un des bombardements aériens de Mayence en 1941. Après la Seconde Guerre mondiale, il est employé comme opérateur téléphonique à l'université de Giessen, mais devient un compositeur connu, en particulier dans le domaine du schlager et des chansons de carnaval.
En 1952, il commence à collaborer avec Ernst Neger et le groupe de carnaval de Mayence. Son plus grand succès est Humba Täterä en 1963. Il écrit de nombreuses chansons et chansons de carnaval et compose de nombreux titres pour Ernst Neger et aussi Margit Sponheimer, Heinz Schenk, Camillo Felgen, Ralf Bendix ou Paul Kuhn.
Devant son appartement de Gießen au coin de Stephanstrasse et Goethestraße, un buste de bronze du compositeur est installé par la ville de Giessen et l'association locale du carnaval.

## Source de la traduction
- (de) Cet article est partiellement ou en totalité issu de l’article de Wikipédia en allemand intitulé « Toni Hämmerle » (voir la liste des auteurs).